# Vòng loại Giải vô địch bóng đá nữ thế giới 2015 (Play-off UEFA)
Các trận đấu play-off vòng loại Giải vô địch bóng đá nữ thế giới 2015 khu vực châu Âu được UEFA tổ chức nhằm xác định đội tuyển cuối cùng đại diện cho khu vực này tại Giải vô địch bóng đá nữ thế giới 2015.

## Thể thức
Bốn đội nhì bảng có thành tích tốt nhất trước các đội thứ nhất, thứ ba, thứ tư và thứ năm trong bảng của mình thi đấu với nhau theo thể thức hai lượt sân nhà sân khách.
Với mỗi cặp đấu, đội nào có tổng tỉ số cao hơn sau hai lượt sẽ chiến thắng và lọt vào vòng tiếp theo. Nếu tổng tỉ số cân bằng, đội nào có số bàn thắng sân khách nhiều hơn sẽ chiến thắng. Nếu tỉ số hai lượt giống nhau, hai đội bước vào 30 phút của hai hiệp phụ. Luật bàn thắng sân khách vẫn được áp dụng trong thời gian hiệp phụ, do đó nếu kết thúc hai hiệp phụ, hai đội có thêm bàn thắng mà tỉ số vẫn hòa thì đội làm khách ở lượt về là đội thắng. Nếu tỉ số được giữ nguyên hai đội sẽ giải quyết thắng thua bằng loạt sút luân lưu.

## Thứ hạng đội nhì
Kết quả các trận đấu với đội xếp thứ sáu của các bảng có sáu đội không được tính.
Thứ tự các đội á quân được xác định theo thứ tự ưu tiên sau:
1. Số điểm
2. Hiệu số bàn thắng bại
3. Số bàn thắng
4. Số bàn thắng sân khách
5. Vị trí theo hệ thống xếp hạng đội tuyển quốc gia của UEFA;

| VT | Bg | Đội      | ST | T | H | B | BT | BB | HS  | Đ  | Giành quyền tham dự |
| -- | -- | -------- | -- | - | - | - | -- | -- | --- | -- | ------------------- |
| 1  | 5  | Hà Lan   | 8  | 6 | 1 | 1 | 29 | 5  | +24 | 19 | Play-off            |
| 2  | 2  | Ý        | 8  | 6 | 1 | 1 | 22 | 5  | +17 | 19 | Play-off            |
| 3  | 4  | Scotland | 8  | 6 | 0 | 2 | 21 | 6  | +15 | 18 | Play-off            |
| 4  | 6  | Ukraina  | 8  | 5 | 1 | 2 | 23 | 8  | +15 | 16 | Play-off            |
| 5  | 1  | Nga      | 8  | 5 | 1 | 2 | 14 | 17 | −3  | 16 |                     |
| 6  | 7  | Áo       | 8  | 5 | 0 | 3 | 21 | 13 | +8  | 15 |                     |
| 7  | 3  | Iceland  | 8  | 4 | 1 | 3 | 16 | 9  | +7  | 13 |                     |

## Lễ bốc thăm
Lễ bốc thăm được tổ chức ngày 23 tháng 9 năm 2014 ở Nyon, Thụy Sĩ; các đội được phân hạt giống dựa theo thứ hạng đội tuyển nữ quốc gia của UEFA (trong ngoặc).
| Hạt giống          | Không phải hạt giống         |
| ------------------ | ---------------------------- |
| Ý (6) · Hà Lan (8) | Scotland (12) · Ukraina (15) |

## Sơ đồ nhánh đấu
|  | Bán kết  | Bán kết  | Bán kết | Bán kết | Bán kết |   |        | Chung kết | Chung kết | Chung kết | Chung kết | Chung kết |
|  |          |          |         |         |         |   |        |           |           |           |           |           |
|  | Scotland | Scotland | 1       | 0       | 1       |   |        |           |           |           |           |           |
|  | Hà Lan   | Hà Lan   | 2       | 2       | 4       |   |        |           |           |           |           |           |
|  |          |          |         |         |         |   | Hà Lan | Hà Lan    | 1         | 2         | 3         |           |
|  |          | Ý        | Ý       | 1       | 1       | 2 |        |           |           |           |           |           |
|  | Ý        | Ý        | 2       | 2       | 4       |   |        |           |           |           |           |           |
|  | Ukraina  | Ukraina  | 1       | 2       | 3       |   |        |           |           |           |           |           |

Giờ địa phương: CEST (UTC+02:00) vào mùa hè và CET (UTC+01:00) vào mùa đông.

### Bán kết
| Đội 1    | TTS | Đội 2   | Lượt đi | Lượt về |
| -------- | --- | ------- | ------- | ------- |
| Scotland | 1–4 | Hà Lan  | 1–2     | 0–2     |
| Ý        | 4–3 | Ukraina | 2–1     | 2–2     |

| Scotland           | 1–2      | Hà Lan                          |
| ------------------ | -------- | ------------------------------- |
| Little 49' (ph.đ.) | Chi tiết | Martens 10' · Melis 23' (ph.đ.) |

| Hà Lan                  | 2–0      | Scotland |
| ----------------------- | -------- | -------- |
| Martens 51' · Melis 77' | Chi tiết |          |

Hà Lan thắng với tổng tỉ số 4–1 và lọt vào chung kết.
| Ý                             | 2–1      | Ukraina          |
| ----------------------------- | -------- | ---------------- |
| Cernoia 1' · Gabbiadini 45+1' | Chi tiết | Apanaschenko 34' |

| Ukraina         | 2–2      | Ý                           |
| --------------- | -------- | --------------------------- |
| Dyatel 26', 47' | Chi tiết | Gabbiadini 55' · Panico 79' |

Ý thắng với tổng tỉ số 4–3 và lọt vào chung kết.

### Chung kết
| Đội 1  | TTS | Đội 2 | Lượt đi | Lượt về |
| ------ | --- | ----- | ------- | ------- |
| Hà Lan | 3–2 | Ý     | 1–1     | 2–1     |

| Hà Lan      | 1–1      | Ý              |
| ----------- | -------- | -------------- |
| Miedema 54' | Chi tiết | Gabbiadini 19' |

| Ý                        | 1–2      | Hà Lan          |
| ------------------------ | -------- | --------------- |
| Van der Gragt 53' (l.n.) | Chi tiết | Miedema 9', 43' |

Hà Lan thắng với tổng tỉ số 3–2 và giành quyền vào vòng chung kết Giải vô địch bóng đá nữ thế giới 2015.

## Cầu thủ ghi bàn
3 bàn
- Vivianne Miedema
- Melania Gabbiadini

2 bàn
- Lieke Martens
- Manon Melis
- Vira Dyatel

1 bàn
- Kim Little
- Daryna Apanaschenko
- Valentina Cernoia
- Patrizia Panico

Phản lưới nhà
- Stefanie van der Gragt (trận gặp Ý)